# Чемпионат Европы по плаванию в ластах 1969
3-й чемпионат Европы по плаванию в ластах прошёл в городе Локарно (Швейцария) 28 июня 1969 года.

## Медалисты

### Мужчины
| Дисциплина       | Золото                                                                             | Золото   | Серебро                                                     | Серебро  | Бронза                                                   | Бронза   |
| ---------------- | ---------------------------------------------------------------------------------- | -------- | ----------------------------------------------------------- | -------- | -------------------------------------------------------- | -------- |
| 100 м в ластах   | Андрей Красников · СССР                                                            | 44.24    | А. Анфосси · Италия                                         | 50.04    | А. Дельстре · Франция                                    | 51.81    |
| 200 м в ластах   | Андрей Красников · СССР                                                            | 1:44.21  | Р. Демлов · ГДР                                             | 1:57.23  | С. Тинтори · Италия                                      | 1:58.96  |
| 400 м в ластах   | Виталий Бардашевич · СССР                                                          | 3:52.42  | Жан-Мишель Ойенар · Франция                                 | 4:05.85  | Дж. Томассини · Италия                                   | 4:15.05  |
| 800 м в ластах   | Владимир Дубровский · СССР                                                         | 8:02.22  | В. Бурлаченко · СССР                                        | 8:21.86  | Хорст Пастор · ГДР                                       | 8:42.47  |
| 1850 м в ластах  | Петер Вайк · СССР                                                                  | 19:29.85 | Ю. Суурвяли · СССР                                          | 19:41.16 | Жан-Мишель Ойенар · Франция                              | 20:50.90 |
| Эстафета 4×100 м | Андрей Красников · В. Бурлаченко · Виталий Бардашевич · Владимир Дубровский · СССР | 3:11.49  | А. Анфосси · Доннет · С. Тинтори · Синискалко · Италия      | 3:30.55  | Р. Демлов · Х. Ляйпнитс · Й. Пастор · Хорст Пастор · ГДР | 3:31.60  |
| Эстафета 4×200 м | Андрей Красников · Виталий Бардашевич · Петер Вайк · Ю. Суурвяли · СССР            | 7:20.44  | Карневали · Поллонини · Синискалко · Дж. Томассини · Италия | 7:56.49  | Р. Демлов · Х. Ляйпнитс · Й. Пастор · Хорст Пастор · ГДР | 7:59.45  |

### Женщины
| Дисциплина       | Золото                                                          | Золото   | Серебро                            | Серебро  | Бронза                                      | Бронза   |
| ---------------- | --------------------------------------------------------------- | -------- | ---------------------------------- | -------- | ------------------------------------------- | -------- |
| 100 м в ластах   | Валентина Кузнецова · СССР                                      | 55.17    | Р. Бенедикт · ГДР                  | 58.25    | М. Мальдини · Италия                        | 1:00.80  |
| 200 м в ластах   | Валентина Кузнецова · СССР                                      | 2:08.05  | М. Бальдини · Италия               | 2:15.82  | Л. Матарези · Италия                        | 2:21.09  |
| 800 м в ластах   | Наталья Петухова · СССР                                         | 9:21.77  | М. Бутаньон · Франция              | 9:54.85  | Д. Томассини · Италия                       | 10:00.34 |
| 1850 м в ластах  | Ульви Индриксон · СССР                                          | 21:54.26 | М. Бутаньон · Франция              | 24:27.96 | Ф. Раветон · Франция                        | 25:59.97 |
| Эстафета 3×100 м | Ульви Индриксон · Наталья Петухова · Валентина Кузнецова · СССР | 2:55.48  | Колер · Кёллер · Р. Бенедикт · ГДР | 3:01.04  | М. Бальдини · Рубини · Д. Томасини · Италия | 3:04.56  |

## Распределение наград
| Место | Страна  | Золото | Серебро | Бронза | Всего |
| ----- | ------- | ------ | ------- | ------ | ----- |
| 1     | СССР    | 12     | 2       | 0      | 14    |
| 2     | Италия  | 0      | 4       | 6      | 10    |
| 3     | Франция | 0      | 3       | 3      | 6     |
| 3     | ГДР     | 0      | 3       | 3      | 6     |
| Всего | Всего   | 12     | 12      | 12     | 36    |